# Deuxième circonscription de Sayint
La deuxième circonscription de Sayint est une des 135 circonscriptions législatives de l'État fédéré Amhara, elle se situe dans la Zone Sud Wollo. Sa représentante actuelle est Mesraq Mekonnen Yetneberk.